# Alan Ball
Alan James Ball MBE (12 de maig de 1945 - 25 d'abril de 2007) fou un futbolista anglès de la dècada de 1970 i entrenador.
Durant la seva carrera destacà defensant principalment els colors de quatre clubs, Blackpool FC, Everton FC, Arsenal FC i Southampton FC. Fou internacional amb la selecció d'Anglaterra amb la qual participà en la Copa del Món de futbol de 1966 i a la Copa del Món de futbol de 1970.

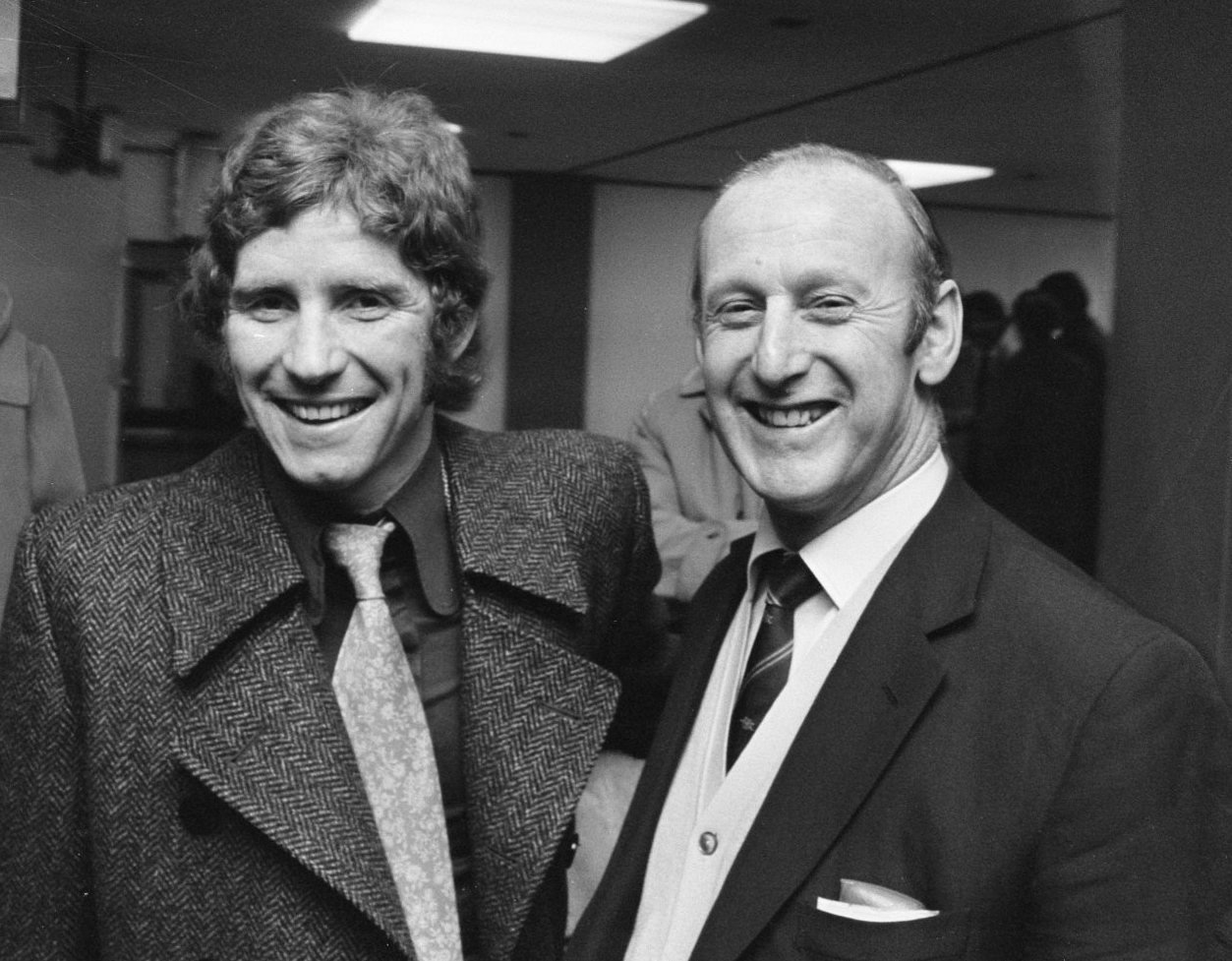
Alan Ball i l'entrenador Bertie Mee, 1972.